# Кемштедт
Кемштедт (нім. Kehmstedt) — громада в Німеччині, розташована в землі Тюрингія. Входить до складу району Нордгаузен.
Площа — 11,40 км2. Населення становить 445 ос. (станом на 31 грудня 2021).